# 산전천 (대한민국)
산전천(山前川)은 울산광역시 울주군 상북면 산전리의 골안못에서 발원하여 대체로 남류하다가 울산광역시 상북면의 남하강(본래의 태화강 본류)으로 흘러드는 강이다.